# Acropteris
Acropteris este un gen de insecte lepidoptere din familia Uraniidae.

## Specii[1]
- Acropteris basiguttaria
- Acropteris canescens
- Acropteris caseata
- Acropteris ceramata
- Acropteris ciniferaria
- Acropteris convexaria
- Acropteris costinigrata
- Acropteris defectaria
- Acropteris deprivata
- Acropteris duplicata
- Acropteris grammearia
- Acropteris illiturata
- Acropteris inchoata
- Acropteris inquinata
- Acropteris insticta
- Acropteris iphiata
- Acropteris leptaliata
- Acropteris luteopicta
- Acropteris moluccana
- Acropteris munda
- Acropteris nanula
- Acropteris nigrisquama
- Acropteris obliquaria
- Acropteris parvidentata
- Acropteris pontiata
- Acropteris rectinervata
- Acropteris reticulata
- Acropteris rhibetaria
- Acropteris simpliciata
- Acropteris sparsaria
- Acropteris striataria
- Acropteris tenella
- Acropteris teriadata
- Acropteris vacuata
- Acropteris vagata